# Menihek Lakes
Menihek Lakes är sjöar i Kanada.   De ligger i provinsen Newfoundland och Labrador, i den östra delen av landet, 1 200 km nordost om huvudstaden Ottawa. Menihek Lakes ligger 484 meter över havet. Arean är 230 kvadratkilometer. Den sträcker sig 71,1 kilometer i nord-sydlig riktning, och 12,6 kilometer i öst-västlig riktning.
Trakten runt Menihek Lakes är nära nog obefolkad, med mindre än två invånare per kvadratkilometer.